# West End Girls
«West End Girls» (с англ. — «Девушки из Вест-Энда») — песня британской поп-группы Pet Shop Boys, первоначально вышедшая на их дебютном сингле 1984 года и затем — в новой версии — в 1985 году, став первым хитом дуэта (1-е места в Великобритании и США). Песня является визитной карточкой Pet Shop Boys и постоянно исполняется на их концертах.

## Обзор
Первая версия «West End Girls» была записана с продюсером Бобби Орландо в Нью-Йорке и вышла синглом 9 апреля 1984 года. Сингл не имел успеха — в Англии он достиг только 121-го места, — но стал клубным хитом в Лос-Анджелесе, Сан-Франциско и Бельгии.
Заключив контракт с Parlophone Records, Pet Shop Boys перезаписали «West End Girls» в 1985 году. Именно эта новая версия принесла успех и известность дуэту, как в Великобритании, так и в США. В 1986 году «West End Girls» вошла в альбом «Please».
Строчка «From Lake Geneva to the Finland Station» (От Женевского озера до Финляндского вокзала) отсылает к маршруту, по которому в запломбированном вагоне ехал Ленин («To The Finland Station» — также название книги Эдмунда Уилсона о тех событиях). Упоминание Сталина в версии Бобби Орландо было снято в версии 1985 года.
В 2021 году дуэт опубликовал "карантинную" версию песни к синглу Cricket wife.

## Позиции в хит-парадах
Еженедельные чарты:
| Страна         | Высшая позиция |
| -------------- | -------------- |
| Великобритания | 1              |
| США            | 1              |
| Норвегия       | 1              |
| Новая Зеландия | 1              |
| Канада         | 1              |
| Финляндия      | 1              |
| Гонконг        | 1              |
| Израиль        | 1              |
| Германия       | 2              |
| Швеция         | 2              |
| Швейцария      | 2              |
| Южная Африка   | 2              |
| Нидерланды     | 3              |
| Австрия        | 5              |
| Австралия      | 5              |
| Италия         | 26             |

Годовые чарты:
| Чарт (1986)                                 | Позиция |
| ------------------------------------------- | ------- |
| США (Billboard Top Dance Club Play Singles) | 6       |
| США (Billboard Top Dance Sales Singles)     | 15      |
| США (Billboard Top Pop Singles)             | 15      |

## Версии
1. West End Girls / Pet Shop Boys (9 апреля 1984; первая версия с Бобби Орландо)
2. West End Girls / A Man Could Get Arrested (28 октября 1985; новая версия)
3. Numb / West End Girls (live at the Mermaid Theatre) (16 октября 2006; концертная версия)

## Награды
- 1987 — «BPI Awards» (лучший сингл)
- 1987 — «Ivor Novello Awards» (лучший международный хит)
- 2005 — «Ivor Novello Awards» (лучшая песня периода 1985—1994 гг.)